# Jarapa

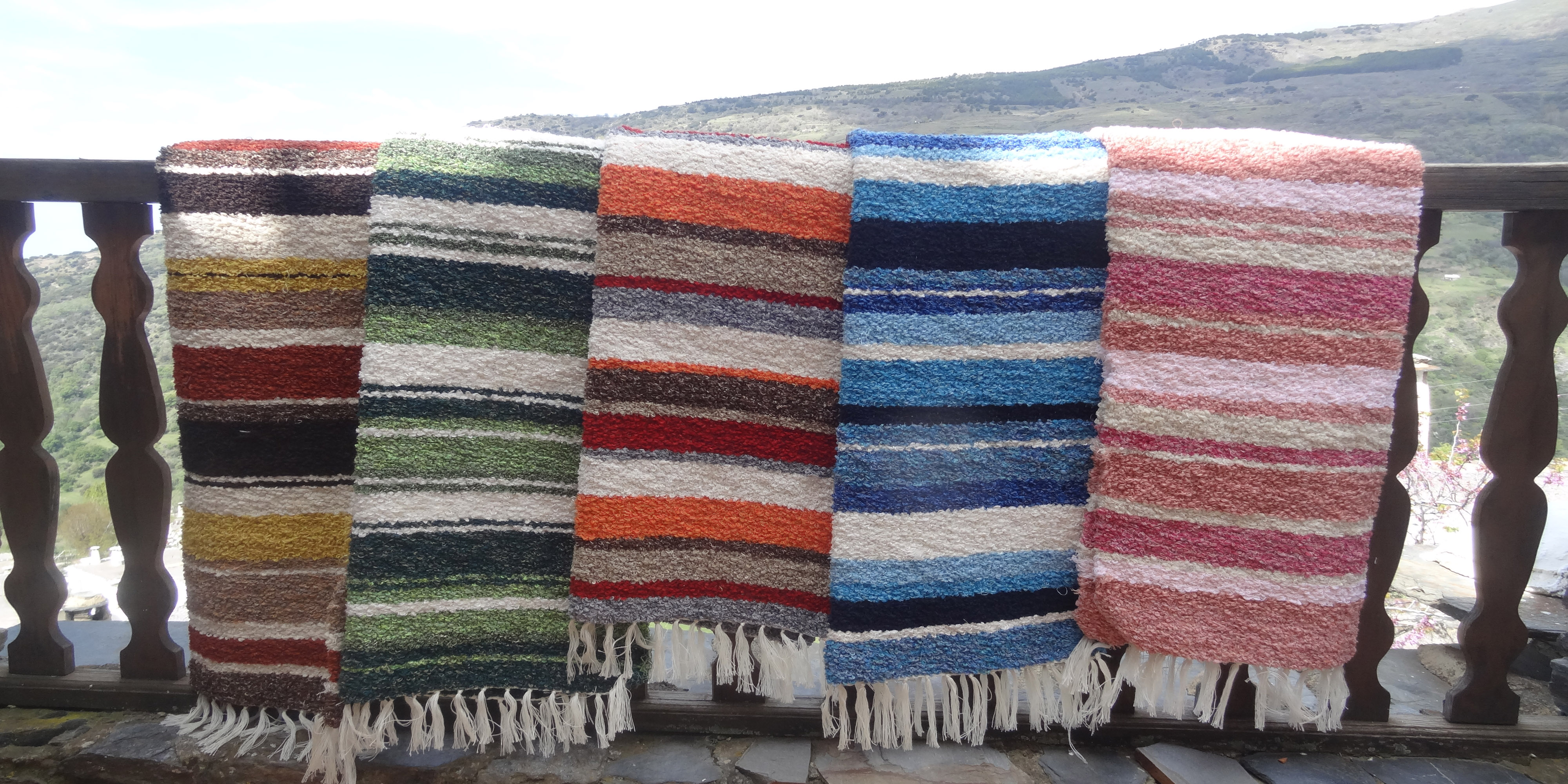
Diversos exemplars de catifes de jarapa, de diversos estampats de color i confeccionades a Almeria (Espanya).

La jarapa és un tipus de teixit gruixut molt comú de la conca de la mar Mediterrània, especialment a les comunitats autònomes espanyoles d'Andalusia i Múrcia. Feta de composició diversa, s'empra per a confeccionar catifes, flassades, cobertors o cortines.
Al principi, les jarapes eren catifes de colors vius que es feien en telers artesans familiars a partir de restes de draps vells (parracs) o de llanes. Posteriorment, la producció s'ha mecanitzat i sovint la seua composició tèxtil inclou diversos tipus de fibres sintètiques.
En la cultura popular catalana, els components del ball d'en Serrallonga porten un mantó d'aquest material plegat sobre l'espatlla.

## Elaboració i tipus
Els avenços de la indústria tèxtil han portat a emprar materials nous, a més del cotó, el polièster i altres fibres, també deixalles de les indústries tèxtils de Catalunya i Alcoi.
En el procés d'elaboració s'aprofiten les restes de fàbriques tèxtils per a fer les tires, amb les quals es preparen els cabdells per a preparar els «xurros». que són una mena de madeixa especial que s'introdueix dins la llançadora del teler perquè la tira es vagi teixint. Una volta que els xurros es troben dins les llançadores, es desplacen pel teler, entre els fils, i generen el teixit de la jarapa.
Un cop acabat, es treu del teler, es tallen les jarapes: d'unes es cusen els costats i unes altres s'acaben amb nusos, de manera que quedin enllestides per a la venda. Encara que progressivament s'han anat introduint nous dissenys i tècniques en la fabricació de jarapes, la tradicional de llistes amples és una de les més sol·licitades pels turistes.
En temps passats es feia servir com a protector dels matalassos per a evitar els frecs dels molls dels vells somiers. Posteriorment, la jarapa va passar a ser una peça ornamental amb cert valor etnològic. Gairebé desaparegudes els anys 1960, el Ministeri de Treball espanyol del franquisme va organitzar cursos d'aprenentatge a partir del 1963, dels quals en van sortir nous artesans. Des de llavors, les jarapes pesen menys i abriguen més, per bé que encara tenen valor comercial aquelles fetes amb ordit de cotó i teixides amb tramats conformats de tires de tela de colors i a partir de retalls.

### Jarapes andaluses

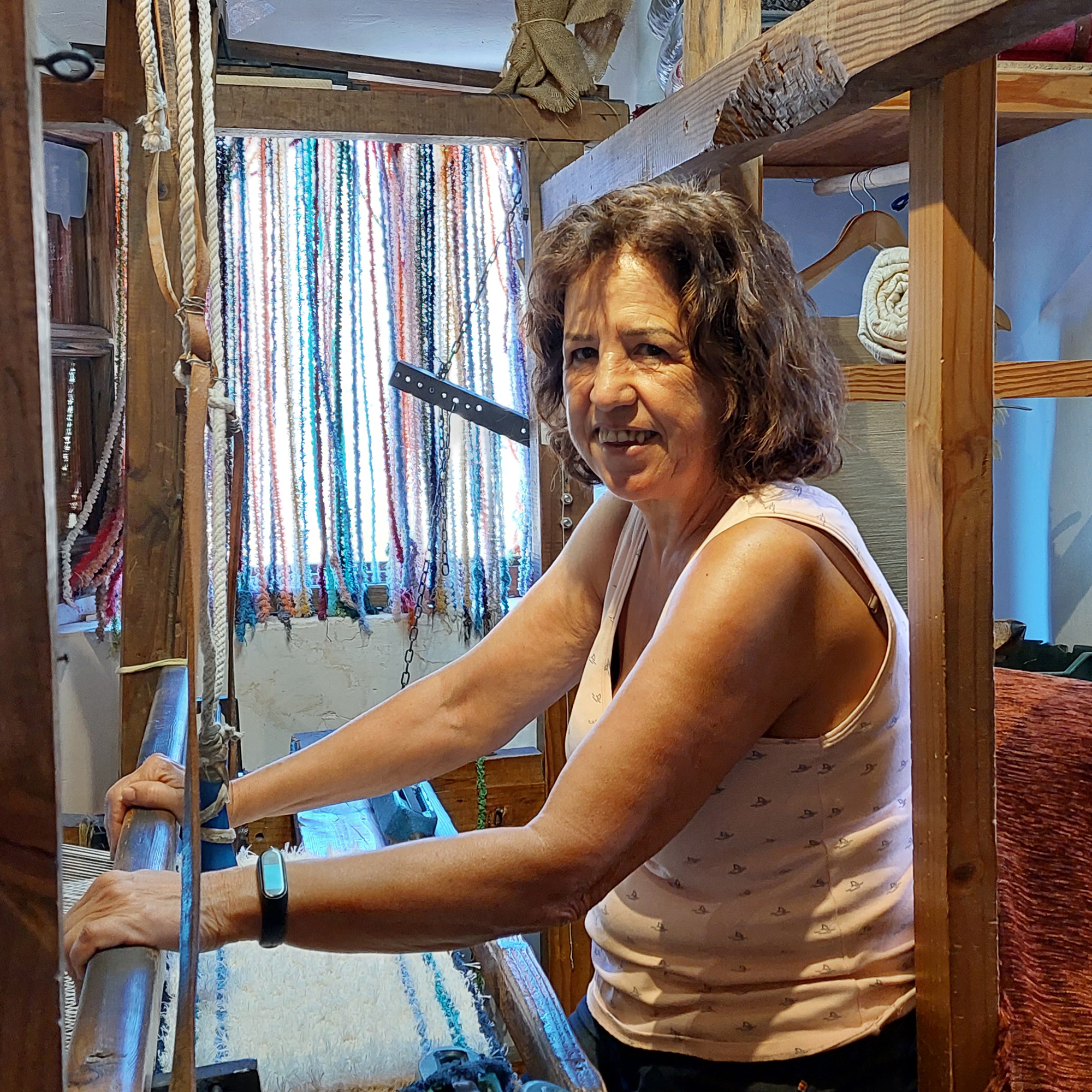
Ana Martínez al seu teler de jarapes, l'Hilacar de Bubión.

La Alpujarra, tant en les províncies d'Almeria com de Granada, és un dels principals centres de producció de jarapes a partir de la tradició de telers moriscos de fusta i de baix lliç. A les primeries dels anys 2020, ja només hi quedava un teler artesà de jarapes, conegut com a Hilacar de Bubión i regentat per la filadora Ana Martínez; li fou concedida la denominació de punt d'interès turístic.
Un altre gran centre andalús de producció de jarapes es troba a Níjar, on també es fan servir per a tendals. Antigament, sembla que aquest tèxtil també es col·locava sota les oliveres a l'hora de collir les olives.

### Jarapes murcianes
A la pedania murciana de Coy, a Llorca, les jarapes es fabriquen seguint els mateixos patrons artesanals d'execució que s'usaven d'ençà que els àrabs hi van establir l'Emirat de Múrsiya. El procés de fabricació artesanal es pot veure al Centre d'Interpretació Etnològic i Arqueològic, situat a la Casa Gran, un edifici del segle xviii. També a la ciutat de Llorca hi ha exposades «jarapes» a la Casa de l'Artesà de Llorca, situada a l'antic almodí dels forners i amb un teler del segle xvi  en el qual es fan demostracions i cursos tèxtils artesanals de jarapes. Un altre interessant punt d'informació és el Centre Regional d'Artesania de Llorca.
El 2022, a més, a Coy s'hi va aprovar la creació d'un centre d'interpretació d'aquest teixit i un taller de 33.000 metres quadrats, amb una inversió de gairebé dos milions d'euros.